# Monument aux morts de Saint-Étienne
Le Monument aux morts de Saint-Étienne est un monument aux morts situé place Fourneyron à Saint-Étienne qui rend hommage aux 6 000 Stéphanois morts durant la Première Guerre mondiale. Depuis l'inauguration du 23 octobre 1933, un livre d'or repose dans la crypte du monument avec les noms de toutes les victimes.
Par la suite, des inscriptions et des plaques rendent également hommage aux conflits 1939-1945, aux martyrs des internés et déportés, aux
victimes de la barbarie nazie, à la mémoire des combattants en Afrique du Nord et en Indochine et de tous les théâtres d'opérations extérieures.

## Description
Le monument est érigé place Fourneyron, anciennement nommée place Locarno. 
Au sommet du monument, un gisant d'un soldat est recouvert d'un linceul. Au-dessous, des pleureuses sont sculptées en bas-relief.

## Histoire
La ville de Saint-Étienne est une des dernières grandes villes à s'être engagée dans la construction d'un monument car la municipalité comptait des communistes au sein du conseil municipal qui refusaient de commémorer le 11 novembre pendant une dizaine d’années. Il faut attendre l’élection d’Antoine Durafour pour qu'un projet porté par la collectivité publique soit lancée. La place Fourneyron est l'emplacement choisi au détriment du côté ouest de la place Jean Jaurès, avec pour conséquence de devoir dévier la route nationale 88 et le tramway.
Le comité d'érection du monument organise un concours en 1924 et c'est la maquette "Aux morts" du Stéphanois Alfred Rochette et du Lyonnais Jean Larrivé est lauréate. Le décès soudain de Jean Larrivé et de nombreux problèmes financiers vont bloquer l'avancée du projet, abandonné malgré l'effort de trésorerie apporté par la population et par la Ville.
Le nouveau projet est confié à l'architecte Jean Fara avec un coût minoré porté à 585 000 francs. Le monument est conçu pour abrité une crypte qui contiendra le livre d'or. Les travaux commencent le 11 novembre 1930 et le monument sera inauguré le 23 octobre 1933 en présence du président de la République Albert Lebrun qui apposera sa signature sur le livre d'or.
Le monument aux morts est inscrit au titre des monuments historiques le 13 mars 2019,. Il fait partie d'un ensemble de 40 monuments aux morts de la région Auvergne-Rhône-Alpes protégés à cette date pour leur valeur architecturale, artistique ou historique. L'arrêté de classement du 28 décembre 2021 se substitue à l'arrêté d'inscription